# Goró Lajos
Agyagfalvi Goró Lajos (Marossolymos, 1865. – Budapest, Erzsébetváros, 1904. március 19.) magyar festőművész, illusztrátor.

## Élete és munkássága
Goró Lajos és Lukács Cecília fiaként született. Pályafutását vasúti tisztségviselőként kezdte. Fiatal felnőtt korától kezdve számos illusztrációt rajzolt több napilap, köztük a Vasárnapi Ujság és a Mozgó Világ, illetve nyugat-európai lapok számára. A lapok számára szánt képeken túl olajfestményeket is készített, amelyek a dualista Budapest társasági életének jeleneteit ábrázolják. Legjelentősebb alkotásai közé tartozik Jókai Mór Egy magyar nábob című regényének illusztrálása. Goró Lajos 39 évesen hunyt el veselob következtében, öt árvát hagyott hátra. Felesége Hattyasi Sarolta volt.